# Isac Lidberg
Isac Lidberg (Estocolmo, 8 de septiembre de 1998) es un futbolista sueco que juega en la demarcación de delantero para el SV Darmstadt 98 de la 2. Bundesliga.

## Selección nacional
Tras jugar en las categorías inferiores de la selección, finalmente hizo su debut con la selección de fútbol de Suecia en un partido de la Liga de Naciones de la UEFA 2024-25 contra Azerbaiyán que finalizó con un resultado de 6-0 a favor del combinado sueco tras dos goles de Dejan Kulusevski y cuatro de Viktor Gyökeres.

## Clubes
| Club                       | País         | Año       | Partidos | Goles |
| -------------------------- | ------------ | --------- | -------- | ----- |
| Hammarby Fotboll           | Suecia       | 2015-2016 | 7        | 0     |
| Enskede IK (cedido)        | Suecia       | 2016      | 14       | 6     |
| Åtvidabergs FF             | Suecia       | 2017      | 23       | 6     |
| IK Start                   | Noruega      | 2018      | 0        | 0     |
| FK Jerv (cedido)           | Noruega      | 2018      | 12       | 1     |
| Hamarkameratene (cedido)   | Noruega      | 2018      | 5        | 0     |
| IF Brommapojkarna (cedido) | Suecia       | 2019      | 20       | 3     |
| Gefle IF                   | Suecia       | 2020-2021 | 37       | 22    |
| Go Ahead Eagles            | Países Bajos | 2021-2023 | 72       | 14    |
| F. C. Utrecht              | Países Bajos | 2023-2024 | 22       | 5     |
| SV Darmstadt 98            | Alemania     | 2024-     | 31       | 15    |